# بیابان گریت ویکتوریا
بیابان گریت ویکتوریا (به انگلیسی: Great Victoria Desert) یک بیابان در استرالیا است که در استرالیای غربی واقع شده‌است.